# John R. Lynch

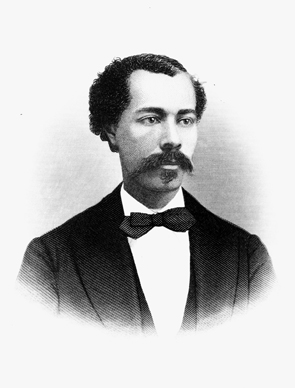
John R. Lynch

John Roy Lynch (* 10. September 1847 bei Vidalia, Louisiana; † 2. November 1939 in Chicago, Illinois) war ein US-amerikanischer Politiker. Zwischen 1873 und 1877 sowie von 1882 bis 1883 vertrat er den sechsten Wahlbezirk des Bundesstaates Mississippi im US-Repräsentantenhaus.

## Frühe Jahre und politischer Aufstieg
John Lynch war der Sohn von Patrick Lynch, der in Louisiana eine Plantage betrieb, und Catherine White, einer seiner Sklavinnen. Der Vater plante sowohl John als auch seine Mutter aus der Sklaverei zu entlassen. Durch seinen Tod konnte er dieses Vorhaben aber nicht mehr verwirklichen. Ein Freund seines Vaters verkaufte die beiden als Sklaven an einen Pflanzer in Natchez (Mississippi). Bis 1863 lebten Mutter und Sohn als Sklaven. Durch die politischen und militärischen Ereignisse jener Zeit, namentlich durch das Vordringen der Armee der Union während des Bürgerkriegs und die Sklavenbefreiung durch Präsident Abraham Lincoln, konnten sie das Joch der Sklaverei abschütteln.
Lynch besuchte danach die Abendschule und brachte sich auch viel Wissen durch Eigenstudium bei. Er betätigte sich als Fotograf und begann auch politisch aktiv zu werden. Lynch schloss sich der Republikanischen Partei an. 1869 wurde er Friedensrichter; im selben Jahr wurde er in das Repräsentantenhaus von Mississippi gewählt, in dem er bis 1873 verblieb. In seiner letzten Legislaturperiode in diesem Gremium war er Speaker des Hauses. In den Jahren 1872, 1884, 1888, 1892 und 1900 war er Delegierter zu den jeweiligen Republican National Conventions. 1884 war er zeitweise Vorsitzender dieser Parteiversammlung.

## Kongressabgeordneter und Armeeoffizier
1872 wurde Lynch im neu geschaffenen sechsten Distrikt von Mississippi in das US-Repräsentantenhaus in Washington gewählt. Damit war er einer der ersten Afroamerikaner im Kongress. Nach einer Wiederwahl konnte er dort zwischen dem 4. März 1873 und dem 3. März 1877 zwei Legislaturperioden absolvieren. Bei den Wahlen des Jahres 1876 wurde er zunächst bestätigt. Die Wahl wurde aber angefochten und sein Sitz ging an den Demokraten James Ronald Chalmers. Auch im Jahr 1880 kam es bei den Wahlen im sechsten Bezirk zum Aufeinandertreffen zwischen Lynch und Chalmers, der zum Sieger erklärt wurde. Als dem Einspruch von Lynch stattgegeben wurde, konnte er vom 29. April 1882 bis zum 3. März 1883 ins Repräsentantenhaus zurückkehren. Bei den Wahlen des Jahres 1882 unterlag er dann knapp mit nur 600 Stimmen Unterschied dem Demokraten Ethelbert Barksdale.
In der Folge hatte er aufgrund der rassistischen Grundhaltung der meisten Weißen dieses Staates keine realistische Chance mehr, in ein höheres politisches Amt gewählt zu werden. Damals manifestierte sich diese Grundhaltung in der Demokratischen Partei. Bei den Republikanern war Lynch aber weiter politisch aktiv. Nach dem Ende seiner Zeit im Kongress bewirtschaftete er eine Plantage im Adams County. Zwischen 1881 und 1889 war er im Vorstand der Republikanischen Partei in Mississippi. Unter Präsident Benjamin Harrison war Lynch Revisor für das Marineministerium. Nach einem Jurastudium wurde er 1896 in Mississippi als Rechtsanwalt zugelassen. Diesen Beruf übte er bis 1898 in Washington aus.
Während des Spanisch-Amerikanischen Krieges von 1898 wurde Lynch Zahlmeister der Freiwilligeneinheiten. Später wurde er in der regulären US-Armee Zahlmeister im Rang eines Captain. Im Jahr 1906 wurde er zum Major befördert. Insgesamt war er zwischen 1901 und 1911 zehn Jahre lang Mitglied der Armee. Nachdem er aus dem Militärdienst ausgeschieden war, zog Lynch im Jahr 1912 nach Chicago. Dort arbeitete er wieder als Anwalt. John Lynch starb 1939 im Alter von 92 Jahren.